# ОЦ-11 «Никель»
ОЦ-11 «Никель» — револьвер, разработанный в 1993 году в качестве служебного оружия для сотрудников частных охранных структур. В 1994 году был принят на вооружение МВД России. Выпускался в незначительном количестве, заказчику передали 100 единиц.
C декабря 2005 года является также наградным оружием.
В сентябре 2006 года внесен в список личного оружия самозащиты для прокуроров и следователей прокуратуры РФ.

## Конструкция
Револьвер ОЦ-11 «Никель» изготовлен по классической схеме с применением в конструкции легких сплавов. Для заряжания и удаления гильз из барабана служит специальная пятиместная пластинчатая обойма. Клавиша блокировки барабана находится на рамке револьвера с левой стороны. При экстракции гильз барабан откидывается влево, а затем все гильзы одновременно выталкиваются назад экстрактором, скрытым внутри оси барабана, это существенно сокращает время на перезаряжание. Ударно-спусковой механизм куркового типа, с полускрытым курком — двойного действия (допускает стрельбу как с предварительным взведением курка, так и без него — простым нажатием на спусковой крючок). Агрегатная схема компоновки револьвера, его неполная разборка на 5 блоков облегчает уход за оружием. Прицельные приспособления — нерегулируемые открытые мушка и целик.

## Достоинства
Достоинства:
- наличие самовзвода повышает готовность к открытию огня;
- револьвер легко разбирается и собирается;
- воронение деталей повышает их устойчивость к коррозии[6].

## Музейные экспонаты
Один револьвер ОЦ-11 (номер 57) является экспонатом Тульского государственного музея оружия.